# Висла (город)
Ви́сла (пол. Wisła) — город на юге Польши в Цешинском повете Силезского воеводства, популярный горнолыжный курорт (горный массив Силезские Бескиды), польский центр лютеранства.
Население — 11 450 жителей (2004). Статус города получил в 1962 году. В городе есть Дворец Габсбургов (в 1897—1898 годах его построил Фридрих Австрийский, герцог Тешенский), Президентский дворец (1928—1931 построен для И. Мосцицкого — архитектурный модернизм), деревянные виллы (с начала XX века), трамплины.
На территории города находятся истоки Белой Виселки и Чёрной Виселки, которые при слиянии образуют Вислу. В центре города приток Копыдло впадает в Вислу.

## Достопримечательности
В Висле жил и работал великий польский ученый Юлиан Охорович. Там он построил летние виллы, которые планировал сдавать в аренду ("Maja", "Placówka", "Sokół", "Ochorowiczówka"). Сейчас вилла "Ochorowiczówka" находится на улице Юлиана Охоровича, и в ней был открыт Музей Магического Реализма.

## Фотографии

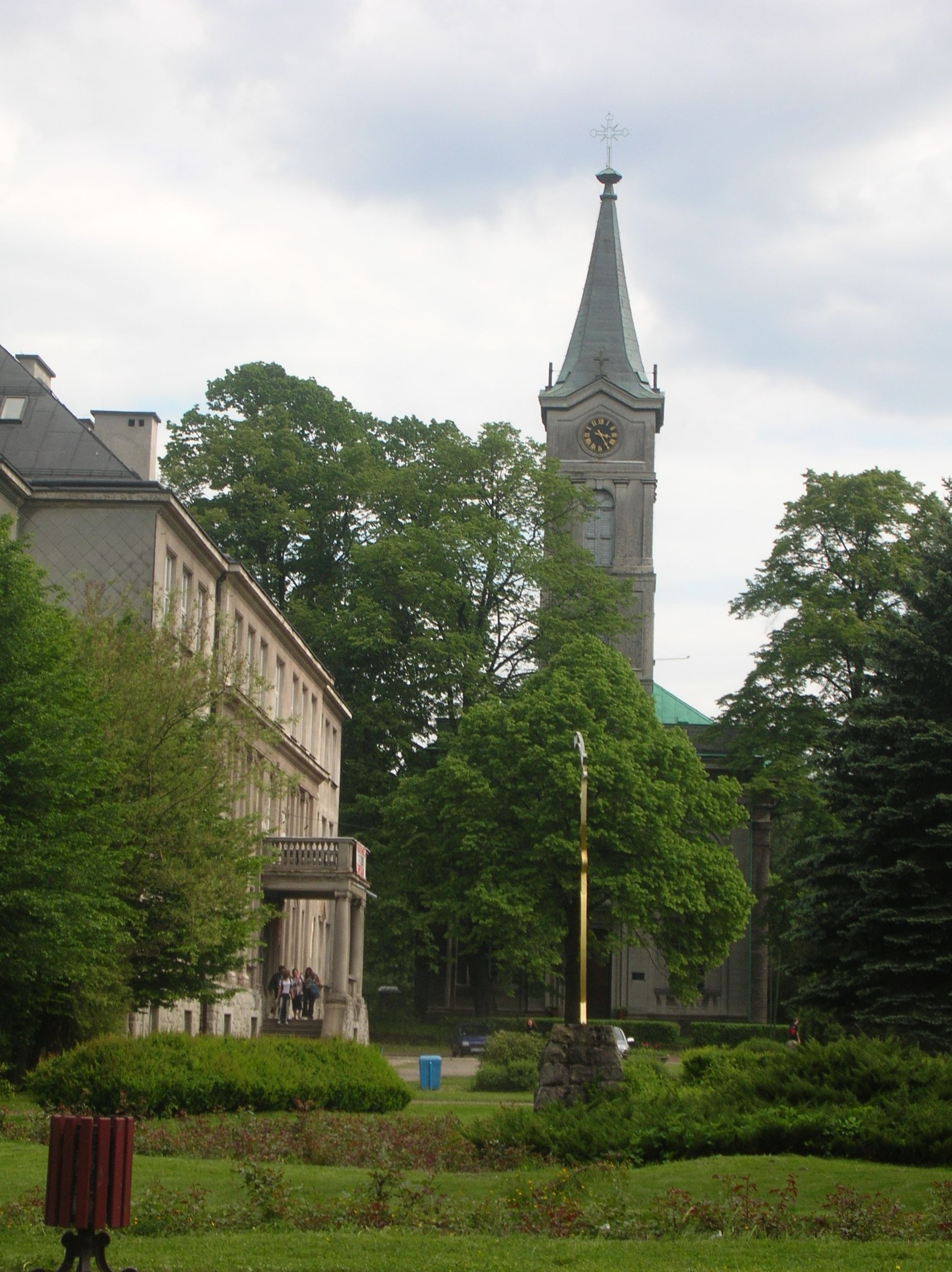
Лютеранская церковь с 1838 года.
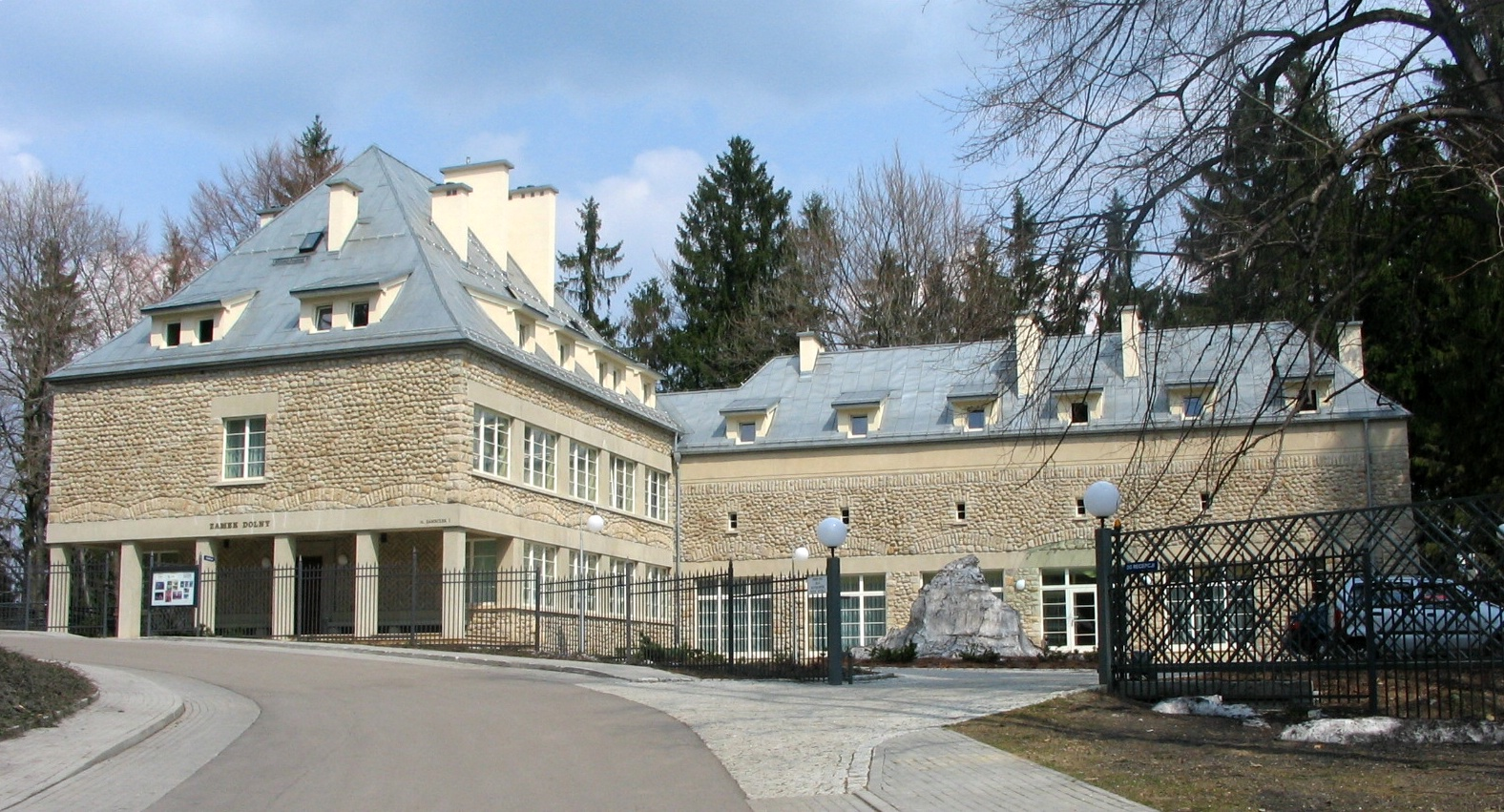
Президентский дворец.
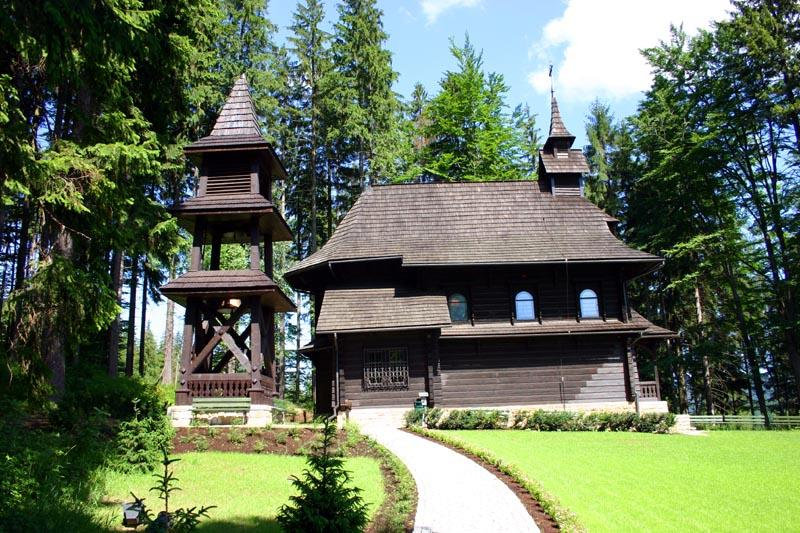
Деревянная часовня президента Польши.
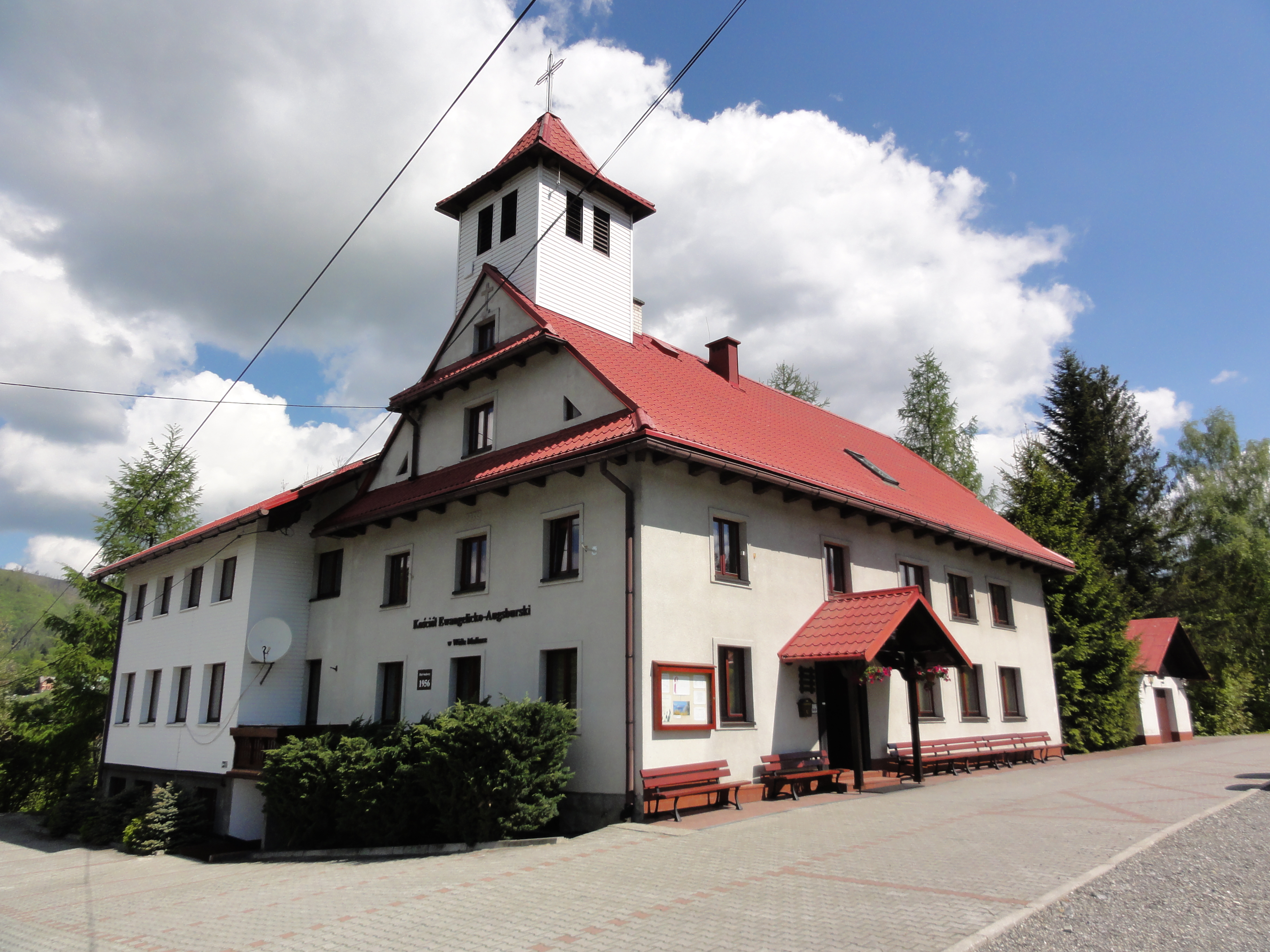
Лютеранская церковь в районе Малинка.